# ماواتاگاما
ماواتاگاما (به لاتین: Mawathagama) یک منطقهٔ مسکونی در سری‌لانکا است.